# Cowon

Logo des Unternehmens

Cowon ist ein südkoreanisches Unternehmen mit Hauptsitz in Seoul.
Das Unternehmen hat sich auf Multimediaanwendungen spezialisiert. Das Unternehmen ist in zwei verschiedenen Divisionen aufgestellt – in den Multimediabereich Digital Audio/Video/Voice und in ein Wireless-Internet-Technology-Segment. Cowon ist vor allem auf dem koreanischen Markt aktiv, hat aber durch MP3-Player und Software auch weltweit Fuß gefasst. Die Internettechnologie wird von Cowon fast ausschließlich auf dem koreanischen Markt verkauft.

## Geschichte des Unternehmens
Cowon wurde 1995 in Korea gegründet und brachte als erstes Unternehmen in Korea mit JetTalk eine TTS-Software auf den Markt. In den folgenden Jahren beschäftigte sich das Unternehmen vor allem mit der Weiterentwicklung auf dem Gebiet der Text- und Spracherkennung. 1997 brachte Cowon die erste Version des MP3-Players JetAudio auf den Markt.
Im Jahre 1998 erhielt Cowon für JetAudio mehrere nationale und internationale Preise. Ein weiterer Erfolg stellten die Spezialchips zur Spracherkennung dar. Bereits 1999 gab es erste Flash-Player-Versuche von Cowon. Hauptstandbein des Unternehmens blieb jedoch weiterhin JetAudio.
2000 gründete Cowon das Unternehmen JetAudio Inc. in den USA, welches mittlerweile in Cowon America umbenannt wurde. Im selben Jahr startete der erste MP3-Player iAudio, welcher in den folgenden Jahren weiterentwickelt wurde.

## Geschäftszahlen
Cowon ist Mitglied des koreanischen Technologieindexes KOSDAQ mit einer Marktkapitalisierung von 29.504 Millionen Won, was bei einem Umrechnungskurs von 0,0008 Euro/Won ungefähr 23,6 Millionen Euro entspricht. Im Jahr 2005 betrug der Umsatz 99.504 Millionen Won (etwa 79 Millionen Euro), der Jahresüberschuss lag bei etwa 11.000 Millionen Won (etwa 8,8 Millionen Euro).

## Cowon Media Center (JetAudio)
Der Mediaplayer Cowon Media Center (JetAudio) ist eines von Cowons bekanntesten Produkten im internationalen Geschäft. Die Basic-Version ist als Freeware frei verfügbar. Es gibt allerdings auch eine kostenpflichtige Plus-Version. Die Software spielt nicht nur MP3 ab, sondern unter anderem auch Ogg, MP4, FLAC und diverse Videoformate wie WMV oder MPEG. Dateien können damit in das optimale Format für den jeweiligen iAudio-Player umgewandelt werden. Ebenso eignet sie sich zum Verwalten, Konvertieren, Aufzeichnen und Brennen von Dateien. Zudem ist es mit JetCast (ab Version 7 nicht mehr vorhanden), einem Programm für Internetradio, ausgestattet.

## Modelle

### Cowon D2/D2+
Multimedia-Player mit 2, 4, 8 oder 16 GB Flash-Speicher, der mit einer SDHC- bzw. MMC-Karte erweitert werden kann.
Auf dem 2,5-Zoll-TFT-Touchscreen (LCD, QVGA, 320×240 Pixel) mit 16 Millionen Farben können Filme und Fotos angeschaut werden. Laut Hersteller hält der Player mit einer Akkuladung bis zu 52 Stunden bei Musik- und bis zu 10 Stunden bei Filmwiedergabe durch. Weitere Features: Textdarstellung, integriertes Radio mit Aufnahmefunktion, Line-in- und Voice-Recording auch über ein externes Mikrofon, Flashplayer-Unterstützung, Notepad, Taschenrechner, Video-Ausgabe über den TV-Ausgang auf den Fernseher.
Beim D2+ handelt es sich um ein überarbeitetes Modell mit überarbeiteter Benutzeroberfläche und verbesserter Sound-Ausgabe mittels BBE+. Dem D2+ wurde im Gegensatz zum Vorgänger kein Netzteil beigelegt.
- Unterstützte Musikformate: MP3, WMA, OGG Vorbis, FLAC, WAV, APE, AA (Audible)
- Unterstützte Videoformate: AVI, WMV (Konvertierung erforderlich)
- Unterstützte Fotoformate: JPEG
- Unterstützt DRM 10, „PlaysForSure“ 2.0 und ID3-Tags

Cowon D2
Farben: dunkelblau/silber oder weiß/silber
Cowon D2+
Farben: schwarz oder silber

### Cowon D2 DAB / D2+ DAB
Der Multimedia-Player besitzt alle Funktionen des Cowon D2/Cowon D2+ und verfügt darüber hinaus über ein Digitalradio (DAB), auch zum Empfang von DMB. Der D2 DAB kann durch ein Update auf die Firmware 4.60b auch DAB+ empfangen. Zumindest beim D2 DAB ist DAB+ jedoch nur eingeschränkt nutzbar. Aufgrund von Unklarheiten beim Aufbau des deutschen DAB+-Netzes bis 2011 wurde in der vorliegenden Firmware 4.60b ein Scannen des Kanals 5 ausgeschlossen, da dieser vor DAB+ der militärischen Nutzung unterlag. Dadurch ist es dem D2 DAB nicht möglich, das bundesweite Ensemble auf den Kanälen 5A beziehungsweise 5C zu empfangen. Mit 4, 8 oder 16 GB Flash-Speicher erhältlich.
Cowon D2 DAB
Farben: schwarz oder weiß (nur 4 und 8 GB), 16 GB nur schwarz
Cowon D2+ DAB
Farben: schwarz oder silber

### Cowon iAudio 7
MP3-Player mit 4, 8 oder 16 GB Flash-Speicher, der auch Fotos und Videos darstellen kann. Laut Hersteller hat der Player mit einer Akkuladung ein Durchhaltevermögen von bis zu 60 Stunden bei Audio-Wiedergabe. Das 1,3 Zoll große LC-Display hat eine Auflösung von 160×128 Pixeln mit 260.000 Farbnuancen und die Bedienung funktioniert über ein Touchpad.
- Unterstützte Musikformate: MP3, WMA, OGG Vorbis, FLAC, WAV
- Unterstützte Videoformate: AVI, MPEG4 (Konvertierung erforderlich)
- Unterstützte Fotoformate: JPEG
- Unterstützt DRM 10, „PlaysForSure“ 2.0 und ID3-Tags
- Weitere Funktionen: UKW-Radio mit Aufnahmefunktion, Wecker, Diktiergerät, Line-In-Aufnahme.
- Farben: schwarz/silber oder schwarz/rot

### Cowon A3
Dieses Portable Multimedia Player (PMP) mit 30, 60 oder 80 GB Festplatten-Speicher mit Aufnahmefunktion und optionalem DVB-T-Modul zum Fernsehen unterwegs. Das 4-Zoll-LC-Display im 16:9-Format hat eine Auflösung von 800×480 Pixeln. Der Player nimmt Filme von TV, Camcorder und Videorekorder auf und spielt diese über einen S-Video, Komponenten- oder Composite-Ausgang auch auf dem Fernseher ab. Fotos können über die „On-the-Go“-Funktion direkt von der Digitalkamera auf den Player geladen werden. Wiedergabedauer mit einer Akkuladung bei Video max. 7 Stunden und max. 13 Stunden bei Audiowiedergabe.
- Unterstützte Musikformate: MP3/2/1, ASF, WMA, FLAC, OGG, M4A, MATROSKA (MKA), TTA, APE, MPC, WV, WAV, AC3
- Unterstützte Videoformate: AVI, WMV, ASF, MP4, MATROSKA (MKV), MPG/MPEG, DAT, MTV, OGM
- Unterstützte Fotoformate: JPG, GIF, PNG, TIF, BMP, RAW
- Weitere Funktionen: Stereo-Lautsprecher, UKW-Radio mit Aufnahmefunktion, Diktiergerät, Dokumentenbetrachter, Line-in-Aufnahme, USB-Host-Funktion.
- Farbe: silber

### Cowon Q5W
Portable Multimedia Player (PMP) mit 40, 60 oder 80 GB Festplatten-Speicher mit WLAN- und Bluetooth-Unterstützung (Bluetooth-kompatible Stereo-Kopfhörer oder -Headsets). Das große 5-Zoll-TFT-LC-Display dient als Touchscreen und zeigt Filme und Bilder in einer Auflösung von 800×480 Pixeln (WVGA) mit 16 Millionen Farben. Der Player ist mit einem RMI Alchemy-Prozessor (AU1250, 600 MHz) und dem Windows-CE-5.0-Professional-Betriebssystem, inklusive Browser (Internet Explorer) mit Flash-Unterstützung, ausgestattet. Mit einer Akkuladung soll der Player laut Hersteller bis zu 13 Stunden bei mobiler Audio- und bis zu 7 Stunden bei Videowiedergabe durchhalten. Der Cowon Q5W spielt online-gekaufte mit DRM 10 geschützte Musikstücke ab.
- Unterstützte Musikformate: MP3, WMA, ASF, OGG, WAV, FLAC, APE, MPC
- Unterstützte Videoformate: AVI, ASF, WMV, MPG, OGM
- Unterstützte Fotoformate: JPG, BMP, PNG, NEF (Nikon RAW-Datei) bis 10 MB
- Weitere Funktionen: TV-Ausgang sowie mitgelieferte Fernbedienung zur Bedienung z. B. am Fernseher, USB-Host-Funktion, UKW-Radio, Diktiergerät und eingebaute Stereo-Lautsprecher.
- Farbe: schwarz/navy

### Cowon iAudio U5
Ein reiner MP3-Player ohne Video- und Fotofunktion in sehr flachem Design mit 2, 4 oder 8 GB Flash-Speicher.
- Unterstützte Musikformate: MP3, WMA, WAV, (OGG und FLAC nur mit Firmware-Versionen 3.xx)
- Unterstützt DRM 10, ID3-TAGs und M3U-Playlisten
- Weitere Funktionen: UKW-Radio mit Aufnahmefunktion und Diktiergerät
- Gewicht: 35 Gramm
- Maße: 85,1 × 41,1 × 9,3 mm
- Wiedergabedauer: max. 24 Stunden
- Farben:
  - 2 GB: schwarz/silber, weiß/silber
  - 4 GB: schwarz/silber, schwarz/rot, weiß/silber, weiß/rot
  - 8 GB: Schwarz/silber, weiß/silber

### Cowon S9
Portable Multimedia Player mit kapazitivem 3,3-Zoll-OLED-Touchscreen (von Cowon als „AMOLED“ (active matrix organic light emitting diode) bezeichnet) und Bluetooth-Unterstützung. Der Player mit 8, 16 oder 32 GB Flash-Speicher kann neben Musik auch Fotos und Videos anzeigen. Laut Hersteller bietet der Player mit einer Akkuladung ein Durchhaltevermögen von bis zu 55 Stunden bei Audio- und 11 Stunden bei Videowiedergabe. Das Display im 16:9-Format mit 16 Millionen Farben hat eine Auflösung von 480×272 Pixeln. Dreht man den Player waagerecht, dann passt sich die Anzeige an und zeigt die Inhalte dank dieser Auto-Pivot-Funktion in der vollen Breite.
- Unterstützte Musikformate: MP3, WMA, OGG Vorbis, FLAC, WAV, APE, AA (Audible 3/4/AAX)
- Unterstützte Videoformate: AVI, WMV, ASF
- Unterstützte Videocodecs: Xvid SP/ASP, WMV 7/8/9, DivX 3/4/5
- Unterstützte Fotoformate: JPG
- Unterstützt DRM 10 und ID3-Tags (ID3 V1,ID3 V2.2/V2.3/V2.4, Vorbis Comment, MP4 Tag)
- Weitere Funktionen: UKW-Radio mit Aufnahmefunktion, Diktiergerät, Textdarstellung (TXT), TV-Ausgang um Videos auf dem Fernseher anzuschauen
- Farbe: schwarz/titan, schwarz/chrom, weiß
- Maße: 57,08 × 105,75 × 12,7 mm (B×L×T)
- Gewicht: ca. 77 Gramm inkl. Akku

### Cowon O2PMP
Portable Multimedia Player mit 4,3-Zoll-TFT-LCD-Touchscreen und SDHC-Kartenslot zur Speichererweiterung. Der Player mit 8, 16 oder 32 GB Flash-Speicher unterstützt viele Video-, Musik und Fotoformate und soll diese ohne Konvertierung abspielen. Laut Hersteller bietet der Player mit einer Akkuladung ein Durchhaltevermögen von bis zu 18 Stunden bei Audio- und 8 Stunden bei Videowiedergabe. Das Display im 16:9-Format mit 16,7 Millionen Farben hat eine Auflösung von 480×272 Pixeln. Daten z. B. Fotos können von der SDHC-Karte direkt auf den Player übertragen werden und auch umgekehrt. Über den Datei-Browser können Dateien auf dem COWON O2PMP oder der SDHC-Karte gelöscht oder per Drag & Drop kopiert werden. Eine sogenannte Mini-Display-Stütze, die auch als Stylus genutzt werden kann, wird mitgeliefert.
- Unterstützte Musikformate: MP3/2/1, WMA, ASF, AC3, FLAC, OGG, M4A, MATROSKA(MKA), TTA, APE, MPC, WV, WAV
- Unterstützte Videoformate: AVI, WMV, ASF, MP4, MATROSKA(MKV), OGM, MPG/MPEG, DAT, MTV
- Unterstützte Videocodecs: DivX 3.11/4/5/6, XviD, MPEG-4 SP/ASP, WMV 9/8/7, H.264, M-JPEG, MPEG 1
- Unterstützte Fotoformate: JPG, GIF, PNG, TIF, BMP, RAW
- Unterstützt ID3-Tags: ID3 V1,  ID3 V2.2/V2.3/V2.4, Vorbis Comment, APE Tag V2, MP4 Tag, MATROSKA Tag, WMA Tag
- Weitere Funktionen: Diktiergerät, Textdarstellung (TXT), TV-Ausgang um Videos auf dem Fernseher anzuschauen, ein eingebauter Lautsprecher, Taschenrechner und Notepad
- Farbe: schwarz oder weiß
- Maße: 11,95 × 7,34 × 1,80 cm (B×H×T)
- Gewicht: ca. 205 Gramm inkl. Akku
- Lieferumfang: Cowon O2PMP, Ohrhörer, Netzteil, USB-Kabel, Mini-Display-Stütze inkl. Stylus, Software-CD (Bedienungsanleitung, Cowon Media Center), Kurzanleitung

### Cowon iAudio 9
Der Cowon iAudio 9 ist ein Multimedia Player, der mit 8 bzw. 16 GB ausgestattet ist.
Auf dem 2-Zoll-TFT-Display(LCD, QVGA, 320×240 Pixel) mit 262.000 Farben können Filme und Fotos dargestellt werden. Laut Hersteller hält der Player mit einer Akkuladung bis zu 29 Stunden bei Musik- und bis zu 7 Stunden bei Videowiedergabe durch. Weitere Features: Textdarstellung, integriertes Radio mit Aufnahmefunktion, Diktiergerät, Flashplayer-Unterstützung, Video-Ausgabe über den TV-Ausgang auf den Fernseher. Der Player wird über ein kapazitives Touchpad bedient.
- Unterstützte Musikcodecs: MP3, WMA, OGG Vorbis, FLAC, WAV, APE, AA (Audible)
- Unterstützte Videoformate: AVI, WMV, ASF
- Unterstützte Videocodecs: Xvid SP/ASP, WMV 7/8/9
- Unterstützte Fotoformate: JPEG
- Unterstützt Gapless bei mit LAME-kodierten MP3-Dateien, DRM 10 und ID3-Tags (ID3 V1, ID3 V2.2/V2.3/V2.4, Vorbis Comment)
- Mit BBE+ Soundtechnologie und JetEffect 3.0 mit 35 Soundeffekt-Voreinstellungen, 4 benutzerdefinierten Einstellungen sowie 5-Band-Equalizer.

Farben: schwarz oder weiß

## Cowon J3
Der Cowon J3 ist ein Portable Multimedia Player mit 3,3-Zoll-AMOLED-Display mit Touchscreen und MicroSD-Kartenslot. Der Player ist mit 8, 16 oder 32 GB Flash-Speicher erhältlich. Das Display ist im 16:9-Format und hat eine Auflösung von 480 × 272 Pixeln mit 16 Millionen Farben. Laut Hersteller bietet der Player mit einer Akkuladung ein Durchhaltevermögen von bis zu 64 Stunden bei Audio- und 11 Stunden bei Videowiedergabe.
- Unterstützte Musikcodecs: MP3, WMA, OGG, FLAC, WAV, APE, AA (Audible)
- Unterstützte Videoformate: AVI, WMV, ASF
- Unterstützte Videocodecs: Xvid SP/ASP, WMV 7/8/9, DivX 3/4/5
- Unterstützte Fotoformate: JPEG
- Integriertes Mikrofon und UKW-Radio

## iAudio
Die heutigen Versionen von iAudio sind sowohl als Flash- als auch als Festplatten-Player erhältlich. Die Festplatten-Player sind mittlerweile alle mit einem hochauflösenden Farbdisplay bestückt. 2005 brachte Cowon einen Portable Media Player (PMP) auf den Markt, welcher nicht nur Audioformate, sondern auch Videoformate abspielt.
Im Allgemeinen sind die iAudio-Player für ihre Vorbis-Unterstützung und ihren – im Vergleich zu Konkurrenzprodukten – guten Klang bekannt.

## Freeware-Produkte
- JetCast (Broadcasting-Software, in JetAudio enthalten)
- JetToolbar (frei konfigurierbare Symbolleiste)
- JetMailMonitor (E-Mail-Benachrichtigungs-Software)